# Lynn Chadwick

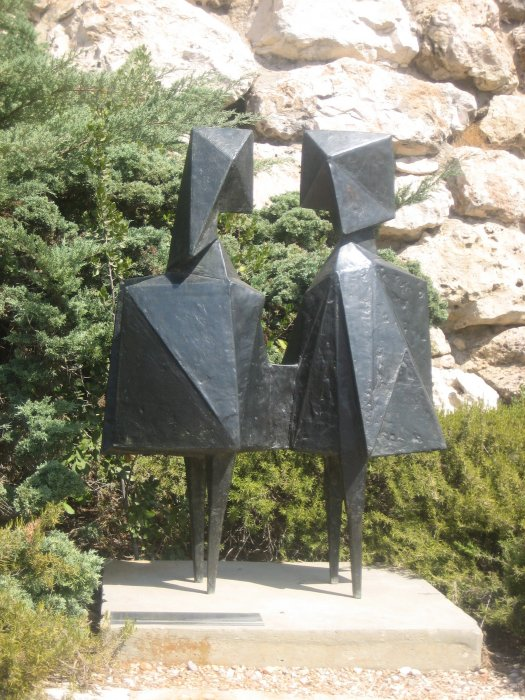
Två figurer (Conjunction XV), brons, 1970, på Israels museum i Jerusalem

Lynn Russel Chadwick, född 24 november 1914 i London, död 25 april 2003 på Lypiatt Park i Gloucestershire, var en engelsk skulptör.

## Biografi
Lynn Chadwick fick sin utbildning i elitskolan Merchant Taylor's School i Northwood i Middlesex. Han var utbildad arkitekt men började framställa mobila metallskulpturer under 1940-talet. År 1951 fick han uppdrag att göra tre verk till utställningen Festival of Britain.
Han ställde sedan ut på Venedigbiennalen tillsammans med Reg Butler, Bernard Meadows och Eduardo Paolozzi och han vann internationella priset för Skulptur i Venedig 1956. Hans verk ingår nu i ett flertal större offentliga samlingar. Han presenteras också i dokumentärfilmen ”5 British Sculptors (Work and Talk)”, gjord av den amerikanske filmskaparen Warren Forma. Många av Chadwicks tryck har varit utställda på Tate Britain i London.
Lynn Chadwick blev kommendör av British Empire-orden 1964 och tilldelades 1985 franska I'Ordre des Arts et des Lettres.

## Verkens karaktär
Chadwicks skulpturer är ett slags fantasifigurer, mer eller mindre mänskliga. Deras taggighet och skrovlighet ger dem ofta ett aggressivt uttryck.
Påverkad av Alexander Calder har han även arbetat med rörliga skulpturer, men till skillnad från Calders harmoniska mobiler är Chadwicks dramatiska och skräckfyllda .